# Allactaga williamsi
Allactaga williamsi är en gnagare i släktet hästspringråttor som förekommer i västra och centrala Asien.
Artepitet i det vetenskapliga namnet hedrar W.H. Williams som var konsul i Kurdistan.

## Utseende
Arten når en kroppslängd (huvud och bål) av 107 till 145 mm, en svanslängd av 192 till 255 mm och en vikt av 53 till 137 g. Den har 53 till 72 mm långa bakfötter och 31 till 59 mm långa öron. Allactaga williamsi kännetecknas liksom andra hästspringråttor av långa bakre extremiteter och korta armar. Vid bakfötterna förekommer fem tår som är utrustade med cirka 4 mm långa klor. Dessutom har tårna styva vita hår vid kanterna. Framtassarna kännetecknas av en rudimentär tumme som saknar klo. Klorna vid de andra fyra fingrarna är bara lite kortare än klorna vid bakfoten.
Denna gnagare har stora ögon och upp till 63 mm långa morrhår. Den långa pälsen på bålens ovansida bildas av hår som är upp till 18 mm långa. De är bleka nära roten, gulbrun till ljusbrun i mitten och vissa har en svart spets. Pälsens färg blir från ryggens topp mot sidorna ljusare och undersidan är vitaktig. Huvudet och svansens främre halva är mera gråbrun än bålen. Arten har vita tofsar bakom öronen. Dessutom finns en stor tofs vid svansens spets. Den är först ljus rödbrun, sedan svart eller mörkbrun och vid slutet vit.

## Utbredning
Denna hästspringråtta har två från varandra skilda populationer, den första från Turkiets asiatiska del (Anatolien) till Azerbajdzjan (kanske även angränsande områden av Ryssland) och nordvästra Iran och den andra i centrala Afghanistan. Arten vistas i regioner som ligger 360 till 3200 meter över havet. Den lever främst i stäpper och besöker ofta jordbruksmark. Ibland syns Allactaga williamsi intill vägar som korsar mindre skogar. Populationen i Afghanistan listas ibland som underart, Allactaga williamsi caprimulga, och några zoologer godkänner den som art.

## Ekologi
Arten är nattaktiv och hoppar nästan alltid på sina bakben. Den använder svansen för att hålla balansen eller ibland som extra stöd. Allactaga williamsi gräver enkla underjordiska bon med en tunnel och en kammare vid slutet. Under sommaren är gången ofta 90 till 110 cm lång och den ligger bara 20 cm under markytan. Vinterboets tunnel kan vara upp till 200 cm lång och den ligger 45 till 80 cm djup. Nästet fodras med torrt gräs, mjuka rötter och ibland med hår från getter. Denna hästspringråtta håller från mitten av oktober till början av mars eller kortare vinterdvala. Ibland vaknar den, även vid en temperatur av -4 C°.
Denna hästspringråtta äter främst frön samt gröna växtdelar, blommor och rötter. Den skapar inget förråd i boet. Arten faller ibland offer för berguv (Bubo bubo) och den dödas sällan av minervauggla (Athene noctua).
Enligt en studie från Turkiet sker parningen under senare våren och honor som gav di åt sina ungar observerade från juni till augusti. En kull har 3 till 6 ungar som vid födelsen är nakna, blinda och döva. Ungarna diar sin mor 40 till 45 dagar. Söder och öster om Kaukasus kan honor ha två kullar per år. Den maximala livslängden i naturen uppskattas med två år och exemplar i fångenskap levde upp till tre år.

## Status
Regionalt hotas arten när stäpper omvandlas till jordbruksmark. Allactaga williamsi påverkas även av kemikalier som används inom jordbruket. Hela beståndet listas av IUCN som livskraftig (LC).